# Carbon-Blanc
Cet article possède un paronyme, voir Carbon.
Carbon-Blanc est une commune du Sud-Ouest de la France, située dans le département de la Gironde, en région Nouvelle-Aquitaine.

## Géographie

### Localisation
Commune de l'extrême nord de l'Entre-deux-Mers, dans la presqu'île formée par la confluence entre Dordogne et Garonne, Carbon-Blanc est également située dans le nord de l'aire d'attraction de Bordeaux et dans son unité urbaine.

### Communes limitrophes
Les communes limitrophes sont Ambarès-et-Lagrave, Bassens, Lormont et Sainte-Eulalie.
|         | Ambarès-et-Lagrave |                |
| Bassens | Carbon-Blanc       | Sainte-Eulalie |
|         | Lormont            |                |

### Climat
Pour des articles plus généraux, voir Climat de la Nouvelle-Aquitaine et Climat de la Gironde.
Historiquement, la commune est exposée à un climat océanique aquitain.  
En 2020, Météo-France publie une typologie des climats de la France métropolitaine dans laquelle la commune est exposée à un climat océanique et est dans la région climatique Aquitaine, Gascogne, caractérisée par une pluviométrie abondante au printemps, modérée en automne, un faible ensoleillement au printemps, un été chaud (19,5 °C), des vents faibles, des brouillards fréquents en automne et en hiver et des orages fréquents en été (15 à 20 jours).
Pour la période 1971-2000, la température annuelle moyenne est de 13,6 °C, avec une amplitude thermique annuelle de 14,6 °C. Le cumul annuel moyen de précipitations est de 903 mm, avec 12 jours de précipitations en janvier et 5,5 jours en juillet. Pour la période 1991-2020, la température moyenne annuelle observée sur la station météorologique la plus proche, située sur la commune de Mérignac à 12 km à vol d'oiseau, est de 14,2 °C et le cumul annuel moyen de précipitations est de 924,9 mm,. Pour l'avenir, les paramètres climatiques de la commune estimés pour 2050 selon différents scénarios d’émission de gaz à effet de serre sont consultables sur un site dédié publié par Météo-France en novembre 2022.

## Urbanisme

### Typologie
Au 1er janvier 2024, Carbon-Blanc est catégorisée centre urbain intermédiaire, selon la nouvelle grille communale de densité à sept niveaux définie par l'Insee en 2022.
Elle appartient à l'unité urbaine de Bordeaux, une agglomération intra-départementale regroupant 73  communes, dont elle est une commune de la banlieue,,. Par ailleurs la commune fait partie de l'aire d'attraction de Bordeaux, dont elle est une commune de la couronne,. Cette aire, qui regroupe 275 communes, est catégorisée dans les aires de 700 000 habitants ou plus (hors Paris),.

### Occupation des sols

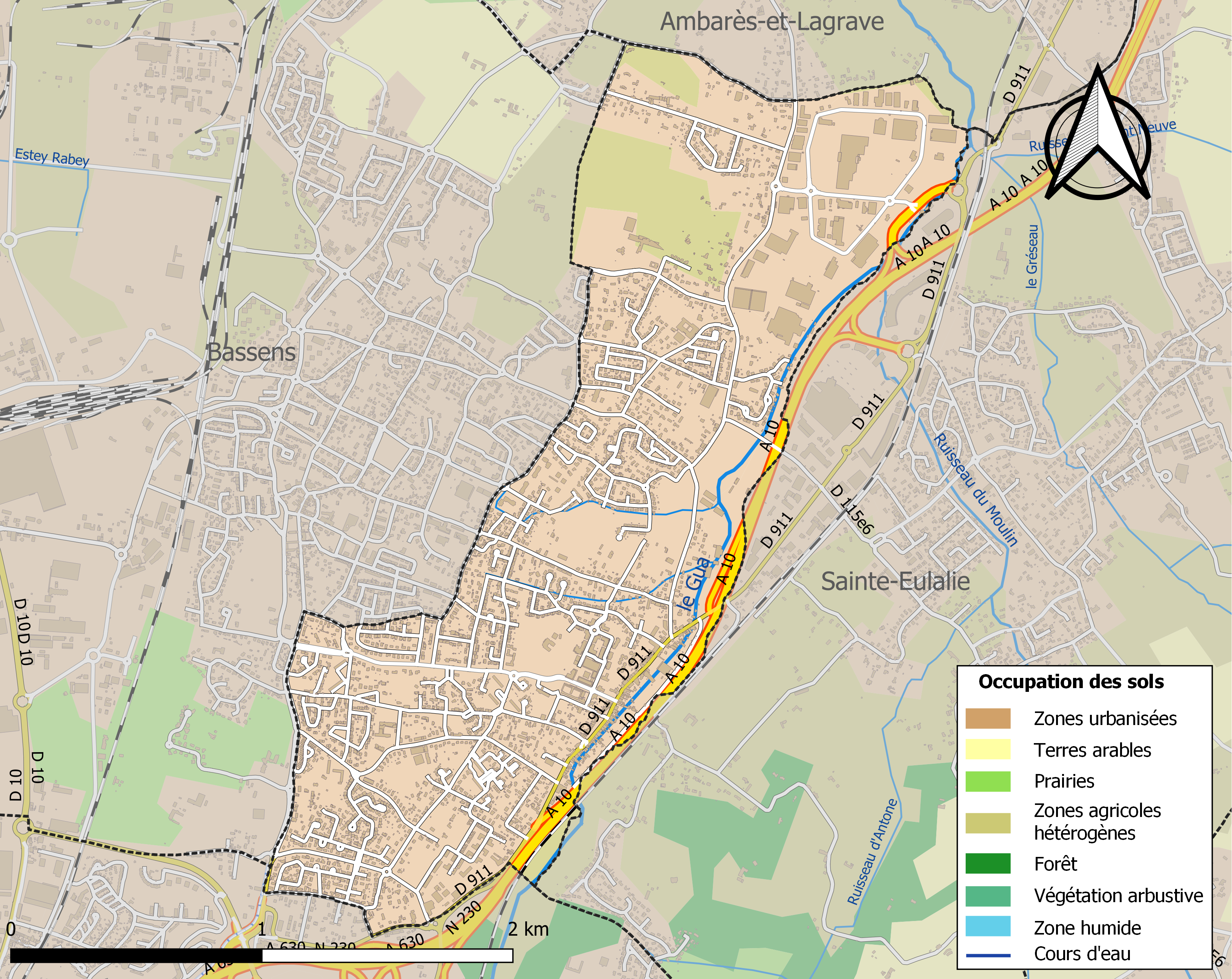
Carte des infrastructures et de l'occupation des sols de la commune en 2018 (CLC).

L'occupation des sols de la commune, telle qu'elle ressort de la base de données européenne d’occupation biophysique des sols Corine Land Cover (CLC), est marquée par l'importance des territoires artificialisés (92,7 % en 2018), en augmentation par rapport à 1990 (74,8 %). La répartition détaillée en 2018 est la suivante : 
zones urbanisées (75,3 %), zones industrielles ou commerciales et réseaux de communication (17,4 %), zones agricoles hétérogènes (7,3 %). L'évolution de l’occupation des sols de la commune et de ses infrastructures peut être observée sur les différentes représentations cartographiques du territoire : la carte de Cassini (XVIIIe siècle), la carte d'état-major (1820-1866) et les cartes ou photos aériennes de l'IGN pour la période actuelle (1950 à aujourd'hui).

### Voies de communication et transports

#### Réseau autoroutier
Autoroute , sorties  43 et  44.

#### TrainTER Nouvelle-Aquitaine
La ville abrite une gare (Gare de Sainte-Eulalie - Carbon-Blanc) située sur la ligne de Chartres à Bordeaux-Saint-Jean et desservie par les TER Nouvelle-Aquitaine.

#### Réseau TBM à compter du 4 septembre 2023
Le réseau TBM évoluant au 4 septembre 2023, Carbon-Blanc sera desservie par les lignes TBM suivantes:
- (arrêt-terminus La Gardette)
- 7 - 29 (desserte partiel du collège) - 31 - 60 - FlexGare

#### Réseau TransGironde
Les lignes 201, 202 et 301 partent de la station de tram Buttinière, traversent la commune et desservent Blaye, Saint-Ciers-sur-Gironde, Pleine-Selve, Sante-Eulalie, Izon et Libourne.

### Risques majeurs
Le territoire de la commune de Carbon-Blanc est vulnérable à différents aléas naturels : météorologiques (tempête, orage, neige, grand froid, canicule ou sécheresse), inondations, mouvements de terrains et séisme (sismicité faible). Un site publié par le BRGM permet d'évaluer simplement et rapidement les risques d'un bien localisé soit par son adresse soit par le numéro de sa parcelle.
La commune a été reconnue en état de catastrophe naturelle au titre des dommages causés par les inondations et coulées de boue survenues en 1982, 1983, 1986, 1987, 1988, 1999, 2009, 2013 et 2021,.
Les mouvements de terrains susceptibles de se produire sur la commune sont des tassements différentiels.

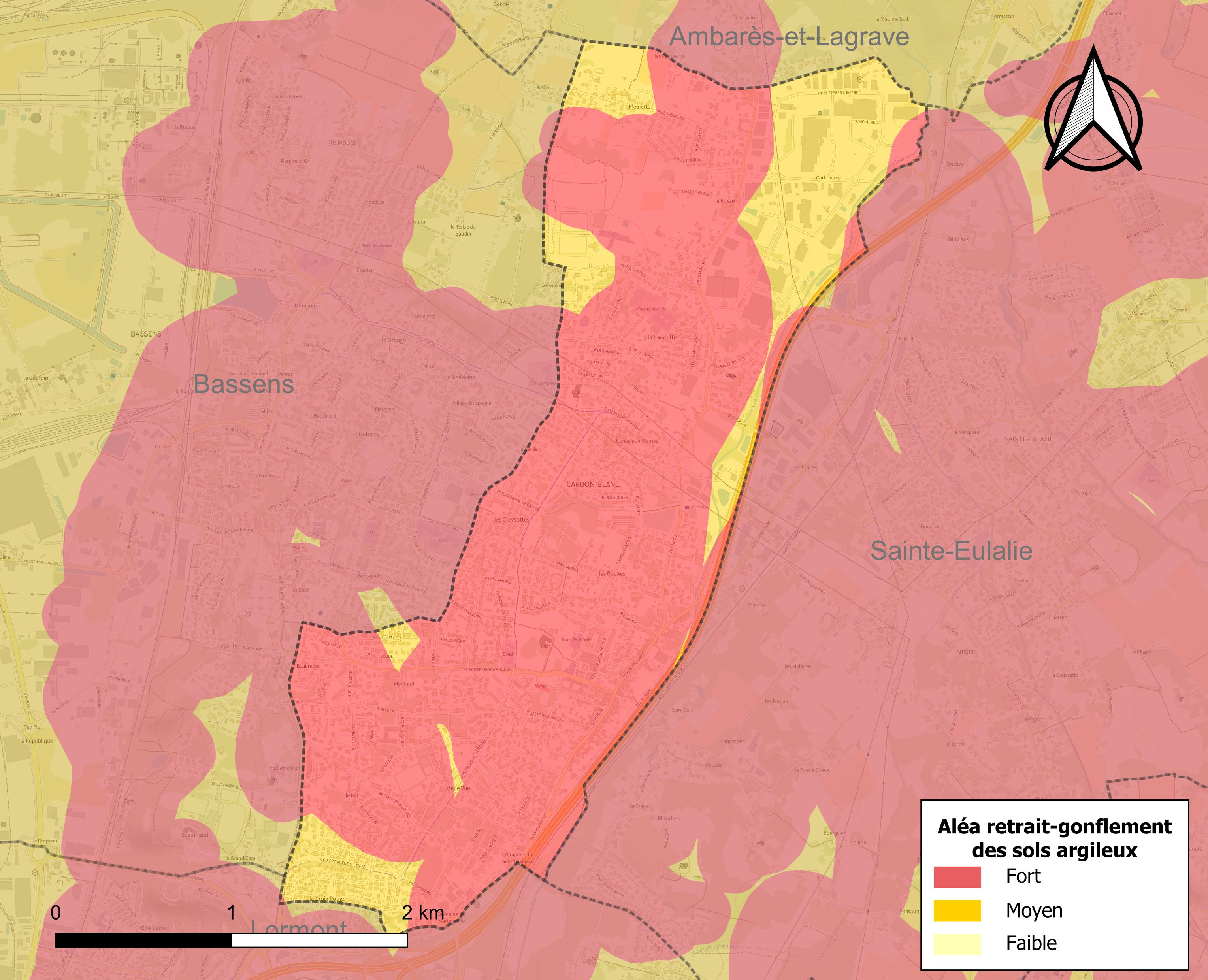
Carte des zones d'aléa retrait-gonflement des sols argileux de Carbon-Blanc.

Le retrait-gonflement des sols argileux est susceptible d'engendrer des dommages importants aux bâtiments en cas d’alternance de périodes de sécheresse et de pluie. La totalité de la commune est en aléa moyen ou fort (67,4 % au niveau départemental et 48,5 % au niveau national). Sur les 2 420 bâtiments dénombrés sur la commune en 2019,  2 420 sont en aléa moyen ou fort, soit 100 %, à comparer aux 84 % au niveau départemental et 54 % au niveau national. Une cartographie de l'exposition du territoire national au retrait gonflement des sols argileux est disponible sur le site du BRGM,.
Par ailleurs, afin de mieux appréhender le risque d’affaissement de terrain, l'inventaire national des cavités souterraines permet de localiser celles situées sur la commune.
Concernant les mouvements de terrains, la commune a été reconnue en état de catastrophe naturelle au titre des dommages causés par la sécheresse en 1989, 1991, 1997, 2003, 2005, 2010, 2011 et 2012 et par des mouvements de terrain en 1999.

## Toponymie
Pour certains, Carbon-Blanc (autrefois " Le  Charbon - Blancq ", "Le Cherbon-Blancq", puis "le Carbon-Blanc") est un dérivé de « charbon blanc » (lèpre). La commune devrait ainsi son nom à la léproserie qui y était installée au Moyen Âge, créée par les moines de l'abbaye cistercienne Notre-Dame de Bonlieu.
Pour d'autres, Carbon-Blanc tire son origine de la terre (charbon) blanche argileuse qu'on trouve partout à faible profondeur dans le sous-sol et qui alimentait une tuilerie. Plusieurs lieux de la commune portent d'ailleurs le nom de "Terre Blanche", "Roche Blanche", "les Roches".
Le terme « charbon blanc » était parfois employé dans le Midi toulousain pour désigner la partie centrale de l'épi de maïs, en raison du fait que sa couleur est blanche et que sa légèreté en fait un combustible intéressant, notamment pour bien « faire prendre » le feu lorsqu'on allume la cheminée.

## Histoire
Carbon-Blanc n'est pas seulement la plus petite commune de la Métropole bordelaise par sa taille (moins de 4 kilomètres carrés), mais c'est aussi une des plus jeunes puisque sa création date de 1853, date à laquelle un décret de Napoléon III en a séparé le territoire de celui de Bassens. Mais son histoire est très ancienne.
Une villa gallo-romaine
Les premières traces d'occupation humaine remontent à l'antiquité romaine. Une villa, dont on a mis au jour les vestiges, occupe alors le bas du versant qui conduit à la vallée du Gua, à l'emplacement de l'actuel foyer municipal.
Heurs et malheurs du Moyen Âge
Détruite par les invasions successives des Wisigoths et des Vikings, il n'en reste que des ruines lorsqu'en 1141 des moines cisterciens créent dans la vallée du Gua, sur des terres appartenant au baron de Montferrand, l'abbaye de Bonlieu et encouragent des habitants à venir s'installer près des ruines de la villa gallo romaine afin de mettre en valeur le territoire. Ainsi naît le premier village de Carbon-Blanc, alors appelé « Territoire des Reliques » (ou « des ruines »)
Mais les guerres incessantes du Moyen Âge, dont la guerre de Cent Ans, réduisent à néant l'œuvre entreprise.
La paix revenue, le baron de Montferrand et l'abbé de Bonlieu font appel, en 1500, à de nouveaux habitants, les encourageant à venir s'installer dans l'ancien « Territoire des Reliques », appelé alors « le Charbon-Blanc ». Pourquoi ce nom ? Peut-être parce que le sous-sol contient une argile blanche pratiquement omniprésente ? Peut-être parce qu’il y a, attenant à l'abbaye de Bonlieu un hôpital, dans lequel grâce à l'eau d'un ruisseau affluent du Gua, on peut être guéri d'une maladie de peau dite du charbon ?
Désormais, le village est connu sous le nom de « le Charbon-Blanc » d'où vient le nom actuel de Carbon-Blanc. Il rassemble quelques habitants près de l'abbaye et d'une chapelle édifiée sous le vocable de Notre-Dame des Bonnes Reliques (car l'église paroissiale Saint-Pierre de Bassens est bien loin).
Prospérité des Temps Modernes
Mais la prospérité de Carbon-Blanc date du XVIIIe siècle. Le grand chemin royal de Paris à Bordeaux, aménagé par la volonté du roi Louis XV, traverse désormais le bourg qui se transforme. La vieille rue publique qui va de l'abbaye de Bonlieu aux derniers vestiges romains (les rues du Moulin et Thérèse d'aujourd'hui) est doublée par le grand chemin royal (l'avenue Austin-Conte), délimitant l'actuelle esplanade Thérèse. Les travaux amènent la destruction de la chapelle, mais les habitants vont pouvoir assister aux offices dans l'abbaye de Bonlieu. On trouve désormais le long des deux rues principales la prison seigneuriale, un relais de poste (le premier sur la route Bordeaux-Paris), une auberge, la grande demeure du notaire, et les maisons plus modestes des artisans et commerçants nécessaires aux habitants et voyageurs, ainsi que celles de quelques bordelais assez modestes (et sans doute originaires de Carbon-Blanc).
En même temps, près de Carbon-Blanc comme sur toute la rive droite de la Garonne des « bourgeois et privilégiés de Bordeaux » se font construire de belles demeures au milieu de leurs vignes : elles leur servent de résidence d'été et leur permettent ainsi d'échapper aux chaleurs de la ville.
Naissance de la commune de Carbon-Blanc au XVIIIe siècle
En 1789, on envisage de créer une commune ayant pour chef-lieu Carbon-Blanc (avec pour église paroissiale la chapelle de l'abbaye de Bonlieu) en prenant des terres sur les deux rives du Gua dans les paroisses de Bassens et Sainte Eulalie. Finalement, on renonce à ce projet et l'abbaye de Bonlieu est vendue aux enchères et en grande partie détruite. La paroisse de Bassens devient la commune de Bassens-Carbon-Blanc. Le bourg de Carbon-Blanc, plus important que celui de Bassens, est choisi comme  chef lieu de la commune (et du canton), mais l'église paroissiale reste à Bassens.
Trouvant qu'ils ont trop de chemin à faire pour assister aux offices religieux, les habitants de Carbon-Blanc obtiennent la construction d'une chapelle en  1848 (vouée à saint Paulin), puis la transformation de la chapelle en église paroissiale l'année suivante et, finalement, la création d'une nouvelle commune en 1853.
Ces transformations administratives ne modifient guère la vie des Carbonblanais. Jusqu'au milieu du XXe siècle, ils continuent à vivre modestement de la viticulture et des activités liées au trafic routier sur la Nationale 10. Les grands domaines sont toujours la propriété de quelques familles de la bourgeoisie bordelaise.
Les transformations récentes
Tout change dans les années 1960. Le vignoble est en grande partie détruit par la neige et les gelées de 1957 et 1958. La terre rapportant moins, les propriétaires sont tentés de vendre leurs biens. En même temps, en 1967, la construction du pont d'Aquitaine permet des relations plus faciles avec Bordeaux et incite des habitants de la rive gauche à s'installer sur la rive droite.
Ainsi commencent à se développer les lotissements de maisons individuelles et la construction de quelques immeubles collectifs qui font passer la population de 1149 habitants en 1946 à près de 8000 aujourd'hui.
Plus petite commune de la métropole, Carbon-Blanc est ainsi une des communes où la densité de population est la plus élevée. Mais, tout en étant solidement ancrée dans le grand ensemble urbain métropolitain, elle  tient à conserver ses caractères de ville jardin et de centre d'activités et de commerces, héritées de son riche passé.
Sources :
- Jean-Paul Grasset, Philippe Jean et Jean-Louis Pastureau, Le Pays de Montferrand des origines à la Révolution (Groupe Girondin des Études Locales de l'Enseignement Public, 1988) ;
- Yves Castex et Anne-Marie Trémolet, Histoire de Carbon-Blanc (Comité de Jumelage de Carbon-Blanc, 2002).

## Politique et administration
Rattachements administratifs
La commune se trouve dans l'arrondissement de Bordeaux du département de la Gironde.
Elle était depuis 1801 le chef-lieu du canton de Carbon-Blanc. Dans le cadre du redécoupage cantonal de 2014 en France, cette circonscription administrative territoriale a disparu, et le canton n'est plus qu'une circonscription électorale.
Rattachements électoraux
Pour les élections départementales, la commune fait partie depuis 2014 du canton de la Presqu'île,
Pour l'élection des députés, elle fait partie de la quatrième circonscription de la Gironde.

### Intercommunalité
Carbon-Blanc était membre de la communauté urbaine de Bordeaux, un établissement public de coopération intercommunale (EPCI) à fiscalité propre créé le 1er janvier 1968, en exécution de la loi no 66-1069 du 31 décembre 1966 relative aux communautés urbaines.
Cette communauté urbaine a été transformée en métropole le  1er janvier 2015 par décret du 23 décembre 2014 pris en exécution de la loi de modernisation de l'action publique territoriale et d'affirmation des métropoles (loi MAPTAM). Cette structure, dont la commune est désormais membre, porte le nom de Bordeaux Métropole.

### Tendances politiques et résultats
En 1976, Philippe Madrelle (PS) est élu maire et le demeure jusqu'en 2001. Lors des élections municipales de 2001, il se présente en tant que tête de liste et démissionne à la suite de l'élection en laissant la place de maire à Franck Maurras.
Franck Maurras (PS) se présente en tant que tête de liste en 2008. Son unique adversaire, Marie-Claude Gougaud (UMP) reçoit alors 22,33 % des suffrages. Le 21 septembre 2013, Franck Maurras annonce sa démission à la presse et avoue avoir détourné des fonds d'une association d'accompagnement à la création d'entreprise « Gironde Initiative ».
Le 3 octobre 2013, Nicolas Madrelle, fils de Philippe Madrelle, ancien maire de la ville, jusqu'alors 2e maire-adjoint au conseil municipal, est élu maire de Carbon-Blanc.
Au premier tour des élections municipales de 2014 en Gironde, la liste SE menée par Alain Turby  obtient la majorité absolue des suffrages exprimés, avec 1 638 voix (51,33 %, 22 conseillers municipaux élus dont un communautaire), devançant largement les listes menées respectivement par : 

- le maire sortant Nicolas Madrelle (PS, 1 096 voix, 34,34 %, 5 conseillers municipaux élus) ;

- Annick Becerro (EXG, 457 voix, 14,32 %, 2 conseillers municipaux.

Lors de ce scrutin, qui a mis fin à près de 40 années de majorité de gauche, 37,34 % des électeurs se sont abstenus.
Au second tour des élections municipales de 2020 en Gironde, la liste DVG menée par Patrick Labesse  obtient la majorité absolue des suffrages exprimés, avec 1 379 voix (56,07 %, 23 conseillers municipaux élus dont 1 métropolitain), devançant la liste DIV  menée par le maire sortant Alain Turby (1 080 voix, 43,92 %, 6 conseillers municipaux élus).
Lors de ce scrutin, marqué par la pandémie de Covid-19 en France, 55,97 % des électeurs se sont abstenus,.

### Liste des maires
| Période      | Période                    | Identité             | Étiquette     | Qualité |
| ------------ | -------------------------- | -------------------- | ------------- | --- |
| mai 1945     | 1976                       | André Vignau-Anglade |               | |
| 1976         | mars 2001                  | Philippe Madrelle    | PS            | Professeur d'anglais Conseiller municipal d'Ambarès (1965 → 1971) Conseiller municipal de Carbon-Blanc (1971 → 1976) Député de la Gironde (4e circ.) (1968 → 1980) Sénateur de la Gironde (1980 → 2019) Conseiller régional d'Aquitaine (1986 → 1989) Président du conseil régional d'Aquitaine (1981 → 1985) Conseiller général de Carbon-Blanc (1968 → 2015) Président du Conseil général de la Gironde (1976 → 1985 et 1988 → 2015) |
| mars 2001    | septembre 2013,            | Franck Maurras       | PS            | Conseiller municipal de Carbon-Blanc (1995 → 2001) Vice-président de la Communauté urbaine de Bordeaux en charge de l’économie sociale et solidaire ( ? → 2013) Démissionnaire |
| octobre 2013 | 2014                       | Nicolas Madrelle     | PS            | Fils de Philippe Madrelle, chef d'entreprise Maire de Mombrier (1995 → 2008) Conseiller régional d'Aquitaine (2010 → 2015) |
| mars 2014,   | juillet 2020               | Alain Turby          | SE puis LREM  | Cadre supérieur Conseiller métropolitain de Bordeaux Métropole délégué au numérique (2014 → 2020) |
| juillet 2020 | En cours (au 2 avril 2021) | Patrick Labesse      | DVG puis ÉELV | Directeur de l'école Emile-Barbou, retraité. Vice-président de Bordeaux Métropole en charge de la politique Zéro Déchets (2020 → ) |

### Politique de développement durable
La commune a engagé une politique de développement durable en lançant une démarche d'Agenda 21 en 2005.

### Jumelages
La commune entretient des accords de coopérations avec :
- Großostheim (Allemagne) depuis 1977 dans l'arrondissement d'Aschaffenbourg, en Bavière
- San Martin de Valdeiglesias (Espagne) depuis 1990

## Population et société
Les habitants sont appelés les Carbonblannais et les Carbonblannaises.

### Démographie
En 2022 , la commune de Carbon-Blanc comptait 8342 habitants. À partir du XXIe siècle, les recensements réels des communes de moins de 10 000 habitants ont lieu tous les cinq ans (2004, 2009, 2014, etc. pour Carbon-Blanc). Les autres chiffres sont des estimations.
| 1856 | 1861 | 1866 | 1872 | 1876 | 1881 | 1886 | 1891 | 1896 |
| ---- | ---- | ---- | ---- | ---- | ---- | ---- | ---- | ---- |
| 735  | 839  | 918  | 851  | 824  | 788  | 887  | 846  | 855  |

| 1901 | 1906 | 1911 | 1921 | 1926 | 1931  | 1936  | 1946  | 1954  |
| ---- | ---- | ---- | ---- | ---- | ----- | ----- | ----- | ----- |
| 865  | 865  | 852  | 958  | 964  | 1 127 | 1 107 | 1 149 | 1 300 |

| 1962  | 1968  | 1975  | 1982  | 1990  | 1999  | 2004  | 2006  | 2009  |
| ----- | ----- | ----- | ----- | ----- | ----- | ----- | ----- | ----- |
| 1 628 | 3 075 | 4 567 | 5 733 | 5 842 | 6 620 | 6 729 | 7 007 | 6 901 |

| 2014  | 2019  | 2022  | - | - | - | - | - | - |
| ----- | ----- | ----- | - | - | - | - | - | - |
| 7 352 | 8 254 | 8 342 | - | - | - | - | - | - |

### Manifestations culturelles et festivités
- Du Rock Mon Pote (Festival de musique Rock) qui se tient chaque année fin mai début juin dans le PARC FAVOLS au centre de la ville.
- Centre culturel Favols (anciens bâtiments du château) qui comprend le cinéma, la médiathèque et l'école de musique de la ville. Une salle polyvalente y est également présente.
- Château Brignon (ancien domaine viticole) où siège une pépinière d’entreprises ainsi qu'un centre de compétences à la formation de chef d’entreprise. Des manifestations sont également organisées dans la grande salle de Brignon (ancien chai).
- Parc Favols où sont organisées de nombreuses manifestations, notamment Carb'on Fête, manifestation organisée tous les ans début septembre et où sont singulièrement venus Natasha St-Pier (2016), Keen'V (2017), Vitaa (2018) ou encore Magic System (2019).

### Médias
Les scènes intérieures de la série Famille d'accueil ont été tournées dans une résidence du château Brignon à Carbon-Blanc.
Des scènes extérieures du film Le règne animal avec Romain Duris ont été tournées dans le centre de Carbon-Blanc.

## Culture locale et patrimoine

### Lieux et monuments
- Église Saint-Paulin : église de style néo-gothique dont la construction est liée à la fondation de la commune de Carbon-Blanc ; c'était au départ une simple chapelle, agrandie en 1852 pour devenir une église paroissiale[48]. Elle est inscrite à l'Inventaire général du patrimoine culturel[49].
- Château Brignon (ou du Brugnon) : château qui date du XVIIe siècle et a été augmenté au XIXe ; le terrain était au départ un terrain agricole et le château, acheté par la commune au début du XXIe siècle a d'abord été transformé en centre culturel consacré à la bande dessinée comprenant un atelier de création, une salle d’exposition et un espace de restauration[50]. Depuis 2014, il abrite une école d'entrepreneurs  et une pépinière d'entreprises et accueille dans sa salle de réunion de nombreuses manifestations publiques et privées. Une crèche privée a également été ouverte dans une des dépendances
- Moulin de Bellevue : ancien moulin à vent, il a la particularité de comporter une salle en sous sol ; une association a entrepris sa restauration.

### Patrimoine culturel
- Micro-musée dans l'église : mini musée regroupant quelques "trésors" de Carbon-Blanc.

### Patrimoine naturel
- Parc Favols : à l'origine, ancienne seigneurie dont le nom vient sans doute du latin favoletum qui veut dire « lieu de passage » ; c'est une ancienne seigneurie dont on suit l'histoire depuis la fin du Moyen Âge ; voué à la viticulture  aux XIXe et XXe siècles, le domaine a été peu à peu loti à partir des années 1960 ; le département y a construit une nouvelle gendarmerie dans les années 1980 ; et la commune a acheté le château, les communs et les terres l'entourant pour en faire un centre culturel (médiathèque, école de musique, salle de cinéma, salle polyvalente), un centre social (la Maison pour Tous) et un parc de promenade.
- Plaine du Faisan : vaste réserve naturelle au nord de la commune, elle tire son nom de Jacques Faizan, marchand et bourgeois de Bordeaux qui acheta à la fin du XVIe siècle ce terrain où s'élevait autrefois une partie de la forteresse médiévale des barons de Montferrand ; un château détruit à la fin du XXe siècle se trouvait à l'emplacement où a été construit le collège ; des terrains de sports et un parcours de santé ont été aménagés dans une partie de la plaine.
- Parc Candeau.

### Personnalités liées à la commune
- André Cassadou (1854-1938), homme politique, député de la Gironde de 1910 à 1914.
- Philippe Madrelle (président du conseil départemental de la Gironde, président du conseil régional de Nouvelle-Aquitaine, sénateur, député, conseiller régional et départemental, maire de Carbon-Blanc)
- Jérôme Fernandez (ancien joueur de handball international français reconverti entraîneur).

### Carbon-Blanc autrefois

Le bourg
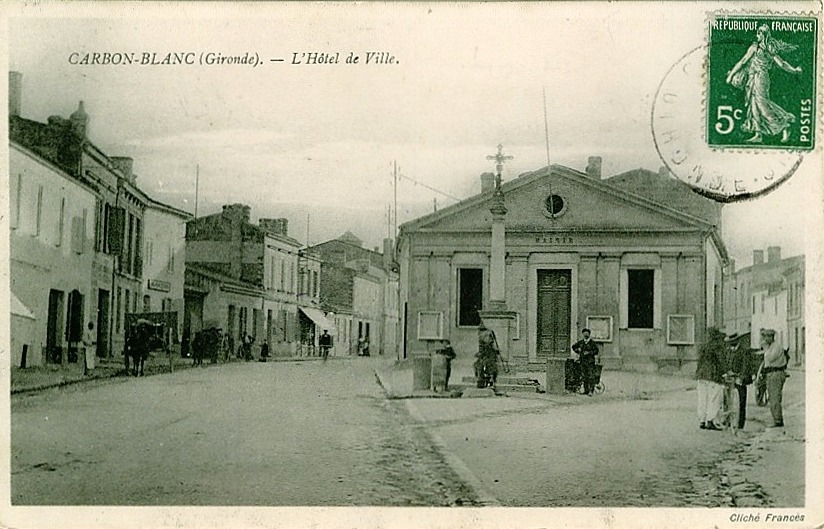
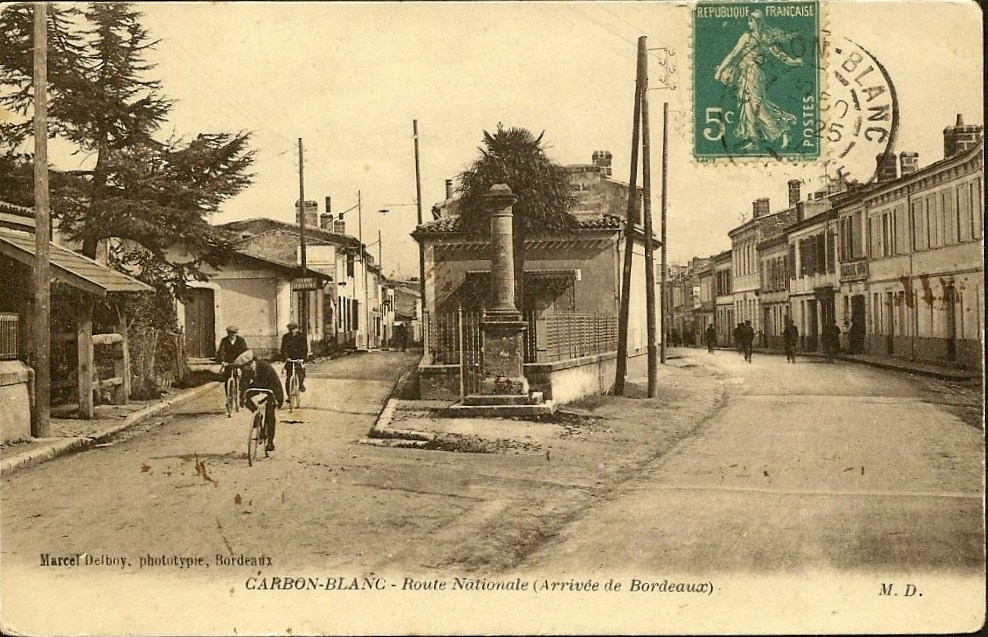
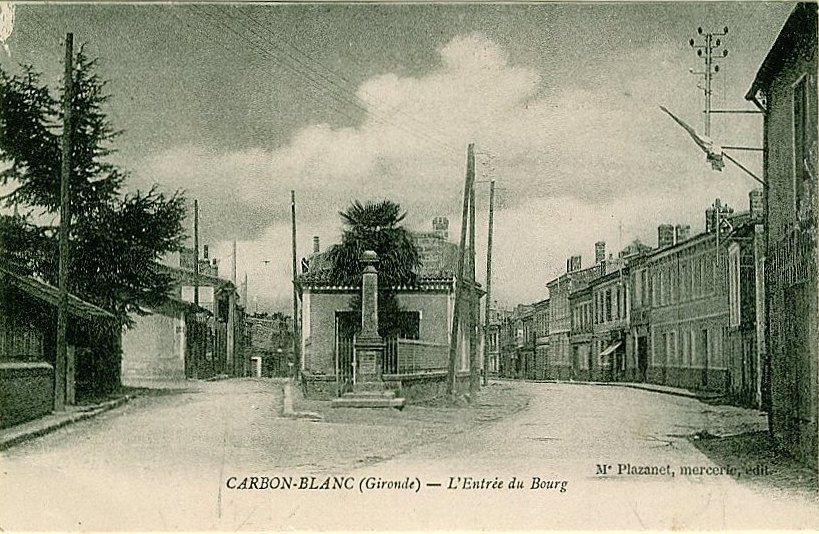
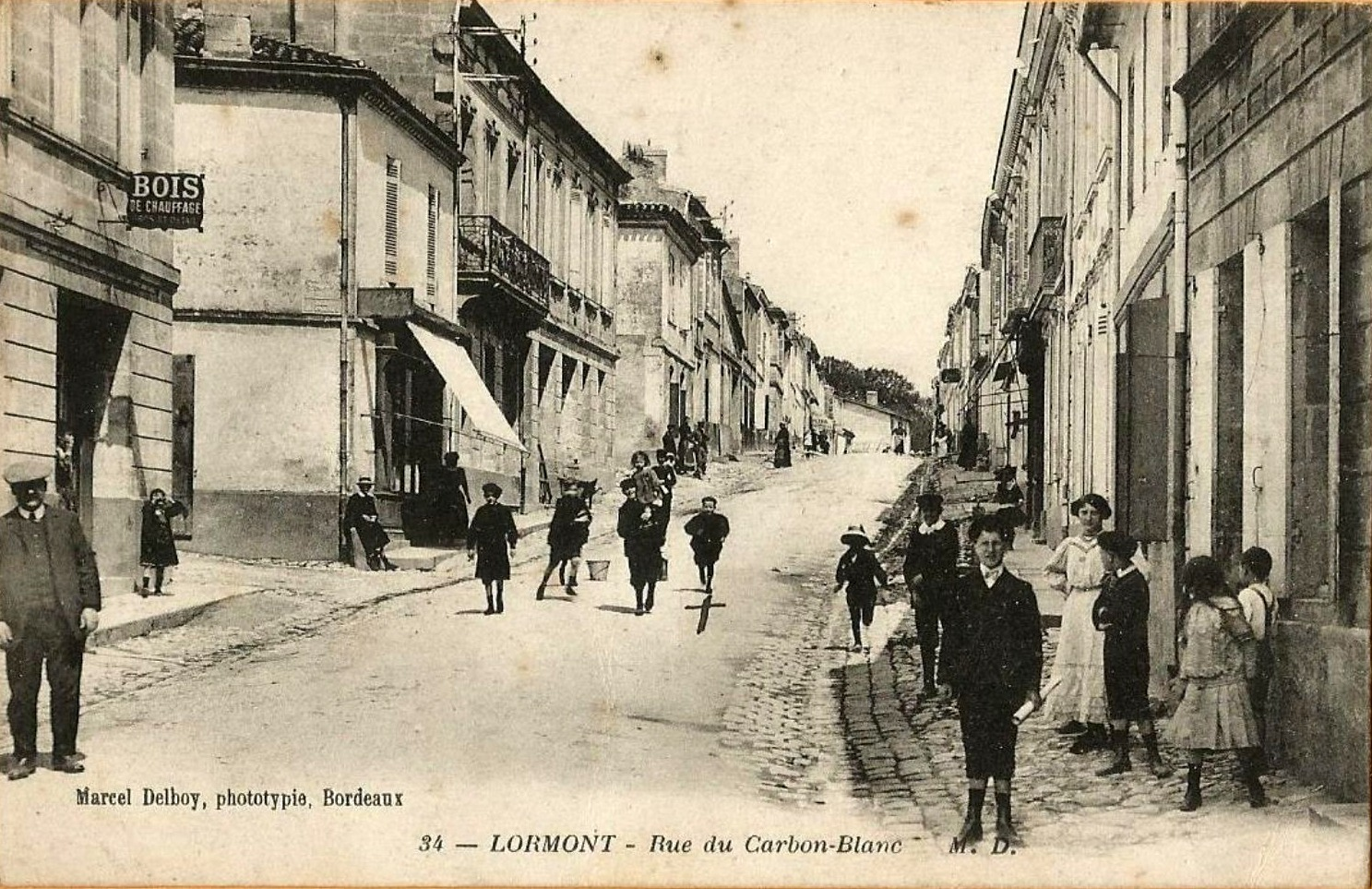
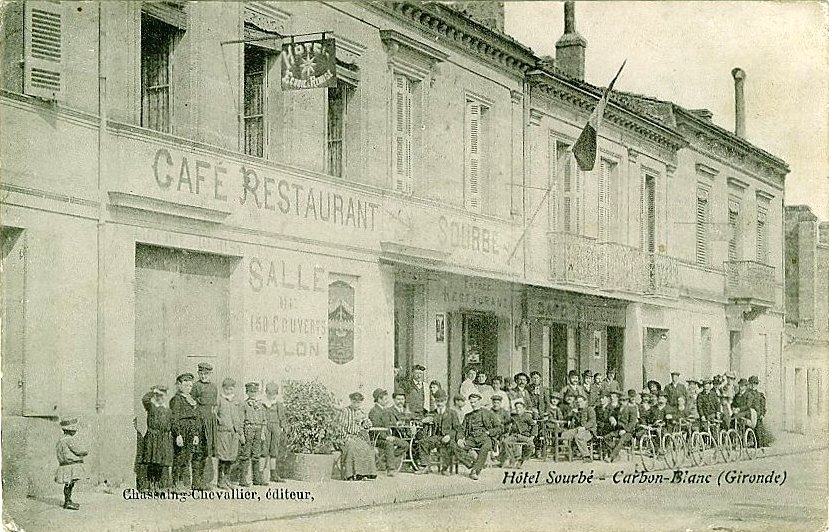
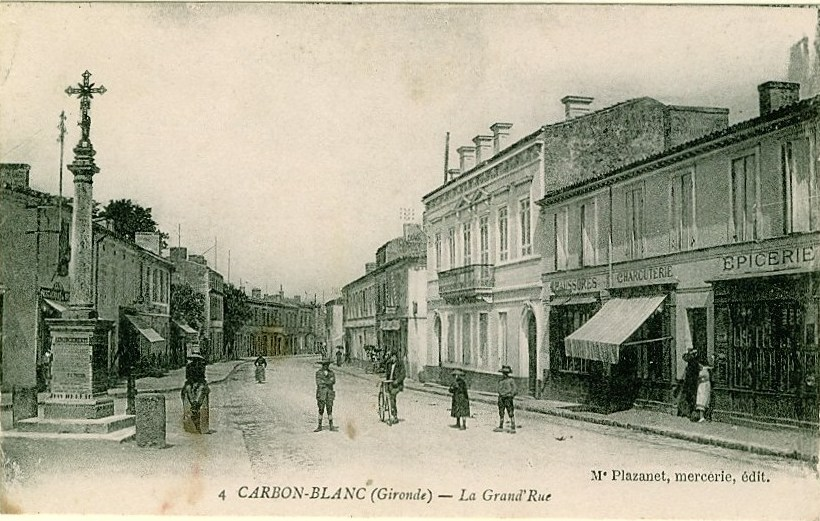
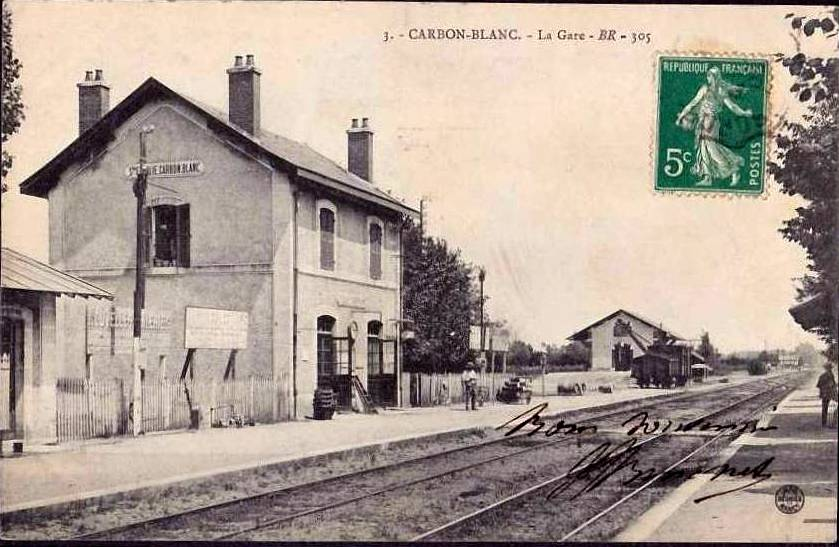
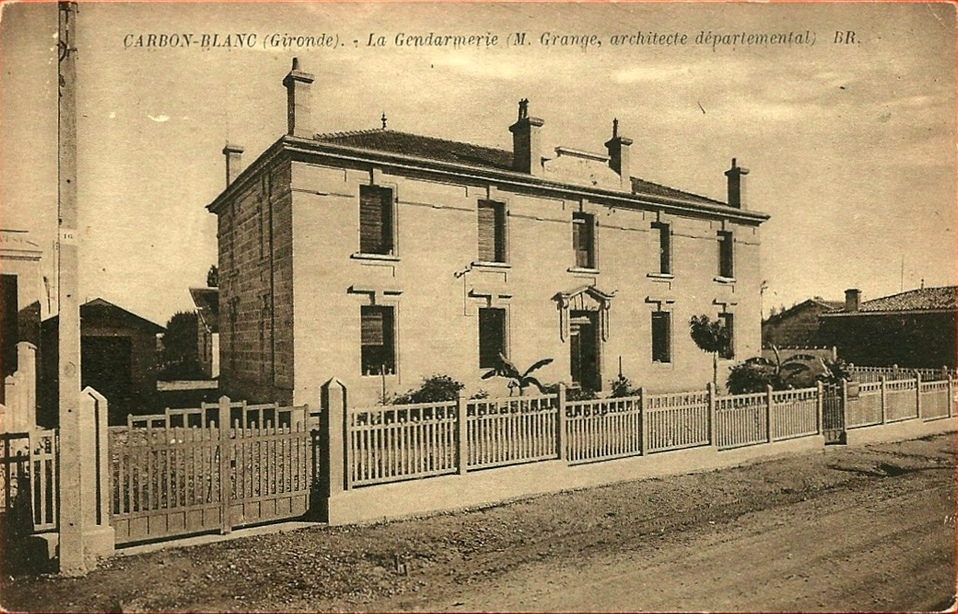
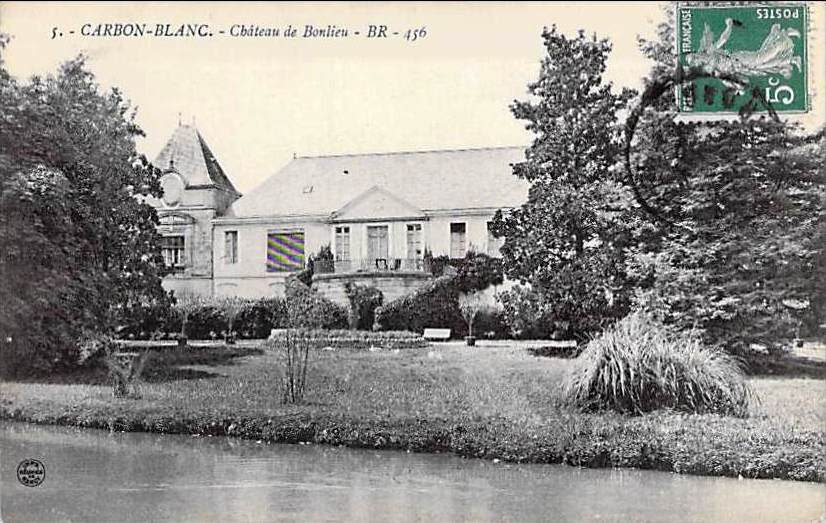